# Юфт
Юфт – лицева телешка, свинска или конска кожа, растително или хромово-растително издъбена, намаслена обилно, за да не пропуска вода. Използва се за производство на военни ботуши, спортни обувки и в сарачеството.